# Jókai tér (Pécs)
A Jókai tér Pécs belvárosának egyik tere (korábban Kis tér). A tér keleten a Széchenyi térbe fut bele, északon a Ferencesek utcája, délen pedig a Jókai utca határolja. A téren 1960 előtt még villamos közlekedett, 2001 óta már autósforgalom sincs. Az egykori villamossínt 10 méter hosszúságban megőrizték a tér északi részén. Mai formáját a tér 2001-ben kapta, amikor az új burkolattal együtt egyéb elemek is megjelentek. Ilyenek például a millenniumi emlékkút-szobor, amely két elemből áll, és ezek hasadékából forrásvizet szimbolizáló víz folyik a tér déli részében található medencébe. A tér további elemei egy terasz, a tér-emlékmű történetét viselő "Írott kő", fasorok, padok, kerékvetők és virágtartók, illetve egy emlékoszlop. A tér rendszeresen ad otthont a különböző pécsi fesztiváloknak úgy mint POSZT, Pécsi Szabadtéri Játékok, Pécsi Nemzetközi Felnőttbábfesztivál, Pécsi Folknapok stb.

## Története

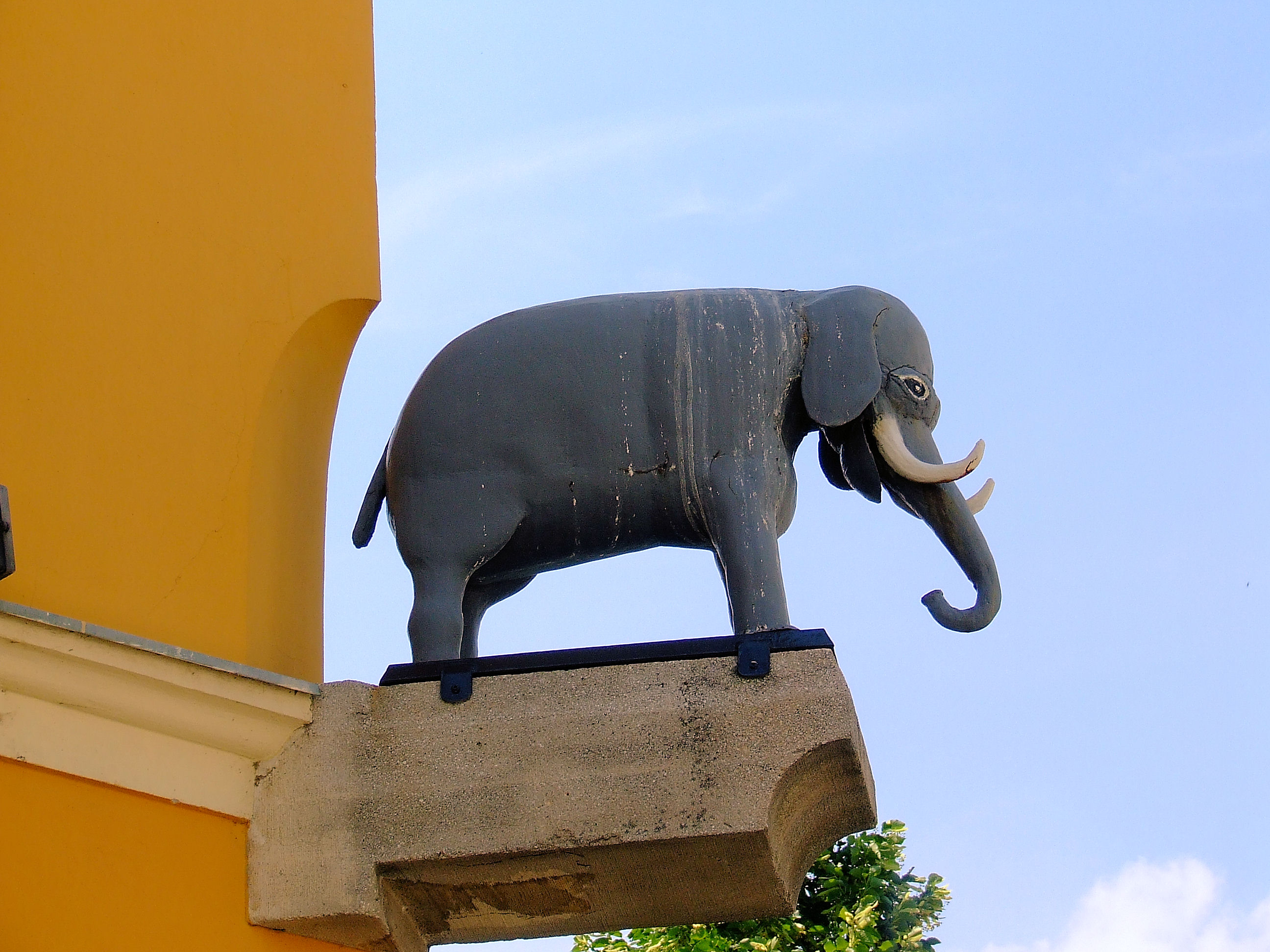
A sarkon álló elefánt

Neve az 1800-as években még Kis-térnek illetve Kispiacnak nevezték (a szomszédos Széchenyi tér volt a nagy tér vagy nagy piac). Az árusok cukros hordóból árulták a stajer almát. Ősztől késő tavaszig ott aludtak üzletük mellett az e célra berendezett cukros hordókban.
2001-ben adták át az új Jókai teret, mely közel 100 millió forintos költséggel épült. A terveket a Dévényi és Társa Építész Iroda készítette. A kivitelezést a STRABAG Rt. és a Pécsi Mélyépítő Kft. végezték. Felavatták az Ezredéves Emlékművet, melynek építése egybeesett a tér díszburkolatának kialakításával. A tér domborzata lényegében nem változott, viszont az átépítés után a gépjárművek átmenő forgalma megszűnt. A korlátozott forgalom mellett a gyalogosok vehetik birtokukba a teret, ami azt jelenti, hogy a mostantól a Széchenyi tértől nyugatra is jelentős területet adtak vissza a Belvárosban a gyalog közlekedők számára. Millenniumi Emlékkút-szobor a burkolathoz simuló mészkőből készült. A szoborral azonos, és rárótt írás van rajta. A két darabból összeillesztett szobor hasadékából 30 cm széles, könnyen átléphető vízfolyás indul az esténként díszvilágítással ellátott medencébe.
A tér állapota a felújítást követő években rohamosan leromlott. A kimozdult burkolóelemek és a rongálások miatt a teret újból fel kell újítani.

## Épületei
A tér műemlékei:
- Jókai tér 1. - Lakóház, kora eklektikus, 1870 körül.
- Jókai tér 3. - Lakóház, klasszicista, 1820 körül.
- Jókai tér 4. - Lakóház, kora eklektikus, 1870 körül.
- Jókai tér 5. - Lakóház, kora eklektikus, 1870 körül.
- Jókai tér 6. - Tallián-ház, ún. Elefántos Ház
- Jókai tér 7. - Lakóház, kora eklektikus, 19. sz. második fele.
- Jókai tér 11-13. - Lakóház és vendéglátó egység

### Elefántos Ház
Az Elefántos Ház (egykori Tallián-ház) régi épülete először sütőüzemként működött. 1744-től csaknem 100 éven át a Hoitsy (ill. Kajdatsy) család birtokolta, emeletén rangos úri rezidenciát rendeztek be. Egy 1830. körüli átépítést követően több híres pécsi család is lakott itt. A klasszicista stílusú ház a nevét az északnyugati sarkán található bádogelefántról kapta, amely egy 19. századi cég jelvénye volt. A fűszer-, vas- és gyarmatáru-kereskedéssel foglalkozó céget Pucher György alapította "Fekete Elefánthoz" címzett. A mai formájában látható épülettömb belső udvara a Hild-udvar